# Pseudopus apodus
Pseudopus apodus là một loài thằn lằn trong họ Anguidae. Loài này được Pallas mô tả khoa học đầu tiên năm 1775.

## Hình ảnh

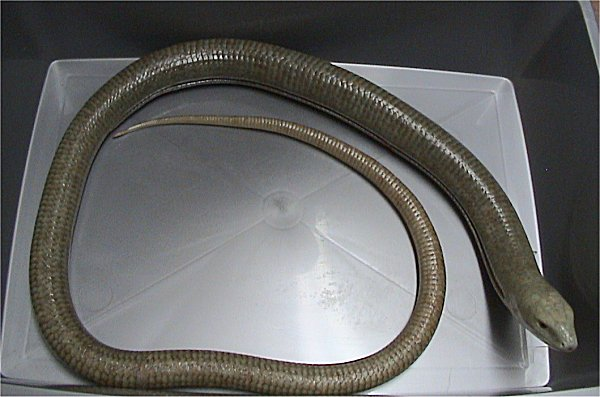
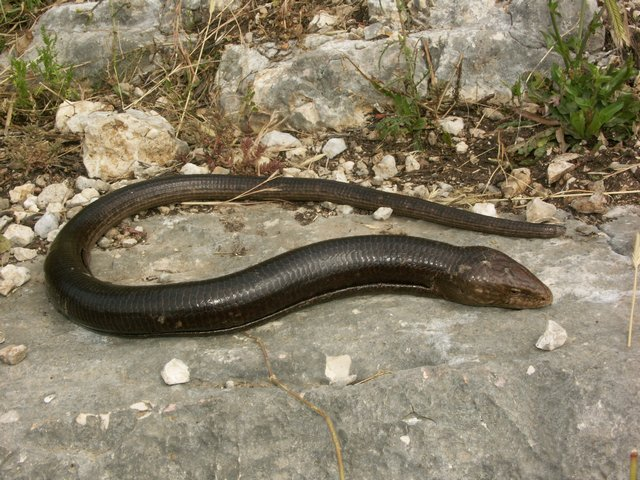
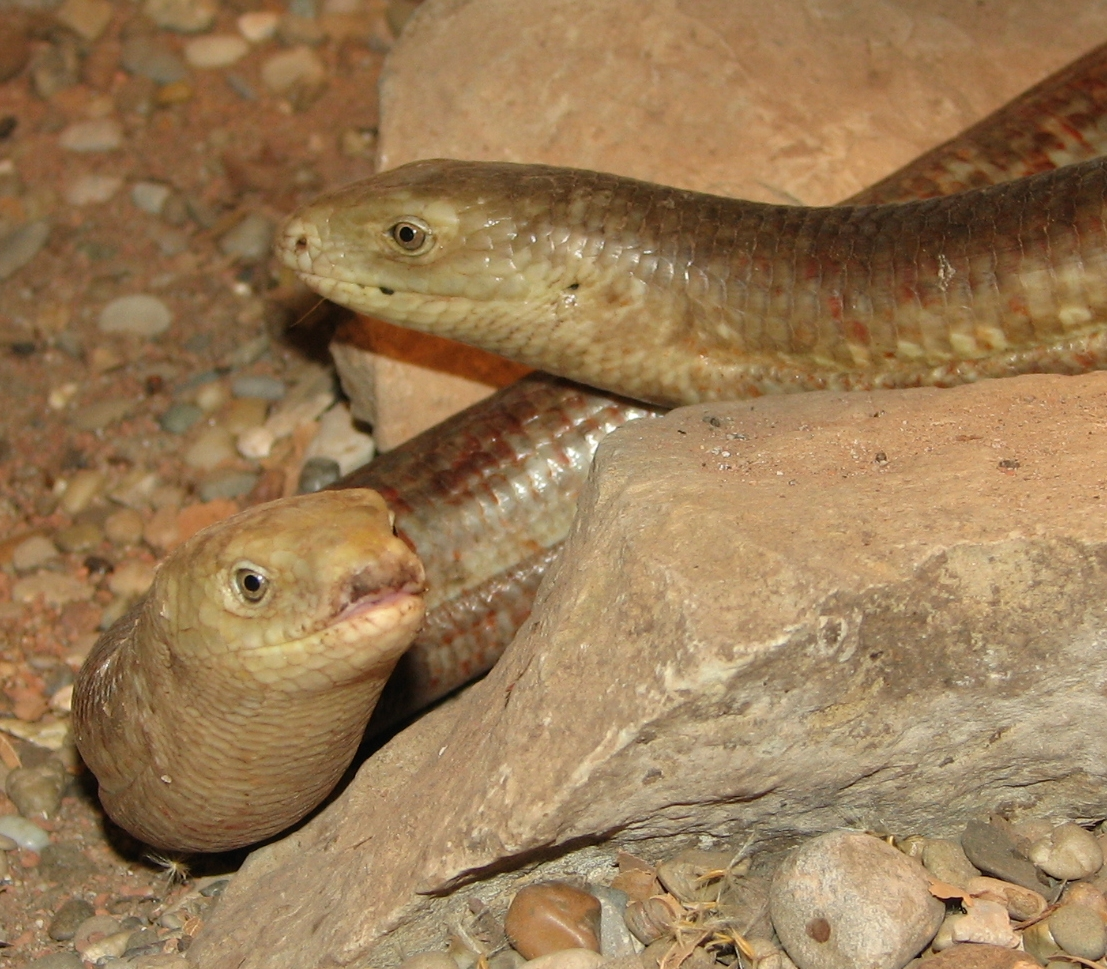
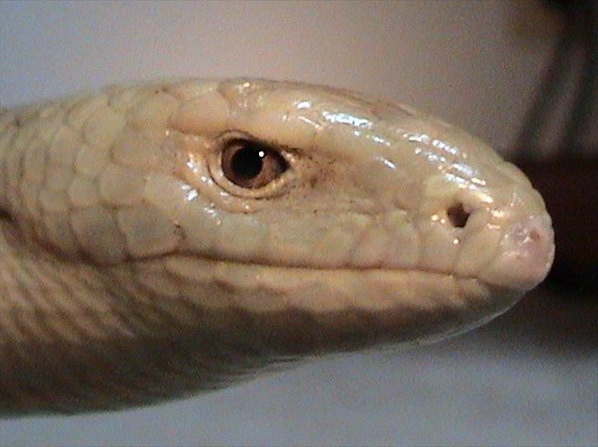
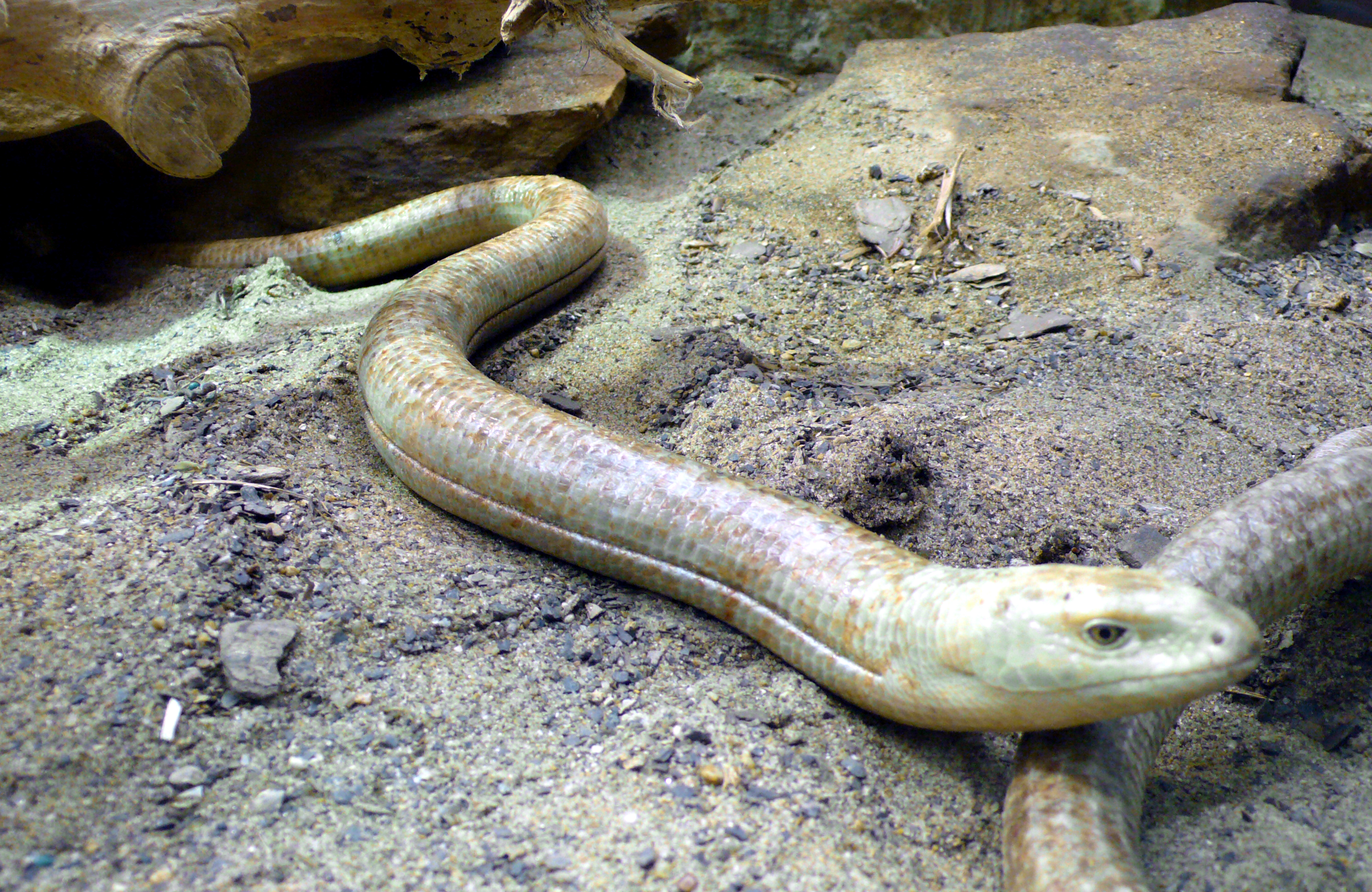